# John L. Hall
John Lewis Hall (Denver, 21 agosto 1934) è un fisico statunitense.
Ha condiviso il premio Nobel per la fisica con Theodor W. Hänsch per i suoi lavori sulla spettroscopia.

## Biografia
Hall si è laureato al Carnegie Institute of Technology nel 1956. Ha completato i suoi studi dopo il dottorato al Dipartimento del commercio del National Bureau of Standards (ora NIST) e dopo ha lavorato lì dal 1962 fino alla pensione del 2004. Insegna all'università del Colorado dal 1967.